# Marcel Bernard
Marcel Bernard (18 de mayo de 1914 - 29 de abril de 1994) fue un tenista francés recordado por haber ganado el Campeonato Francés en 1946, el primero luego de la Segunda Guerra Mundial.

## Torneos de Grand Slam

### Campeón Individuales (1)
| Año  | Torneo             | Oponente en la final | Resultado           |
| 1946 | Campeonato Francés | Jaroslav Drobný      | 3-6 2-6 6-1 6-4 6-3 |

### Campeón Dobles (2)
| Año  | Torneo             | Pareja       | Oponentes en la final         | Resultado            |
| 1936 | Campeonato Francés | Jean Borotra | Pat Hughes / Charles Tuckey   | 6-2 3-6 9-7 6-1      |
| 1946 | Campeonato Francés | Yvon Petra   | Enrique Morea / Pancho Segura | 7-5 6-3 0-6 1-6 10-8 |

### Finalista Dobles (1)
| Año  | Torneo             | Pareja            | Oponentes en la final          | Resultado       |
| 1932 | Campeonato Francés | Christian Boussus | Jacques Brugnon / Henri Cochet | 6-4 3-6 7-5 6-3 |